# Prokris

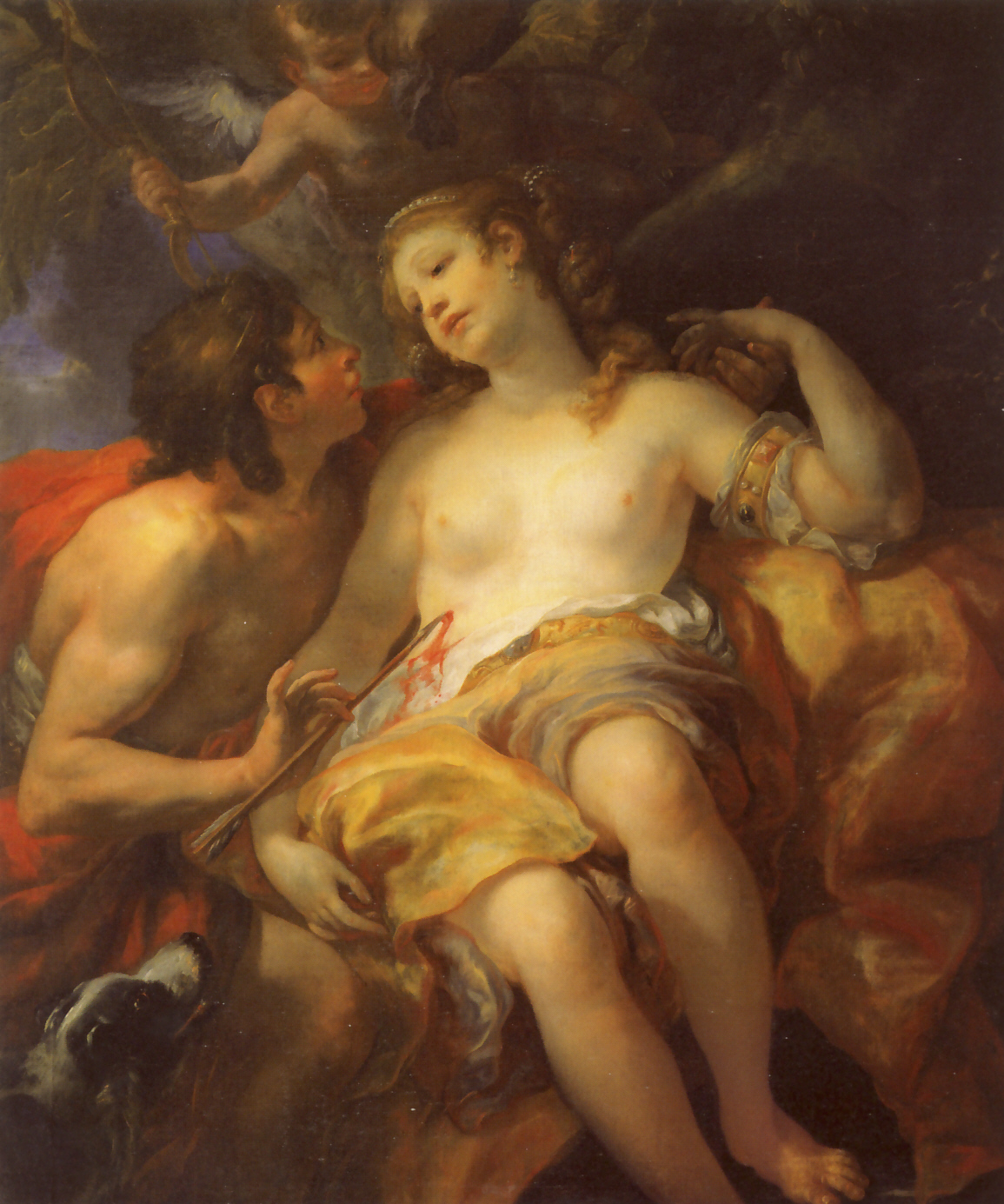
Kephalos und Prokris
(Ölbild von Johann Michael Rottmayr, 1706)

Prokris (altgriechisch Πρόκρις Prókris, deutsch ‚die vor allen Auserwählte‘), Gemahlin des Kephalos, ist eine Figur der griechischen Mythologie. Sie war eine Tochter des Erechtheus und der Praxithea. Ihre Geschwister waren Kekrops, Orneus, Thespios, Metion, Sikyon, Pandoros, Alkon, Eupalamos, Krëusa, Oreithyia, Chthonia, Protogeneia, Pandora und Merope.

## Mythologie

### Prokris und Pteleon
Unter allen Frauen ihrer Familie soll am meisten sie der Mondgöttin geglichen haben, und zwar, was ihre Wechselhaftigkeit betraf. Obschon dem schönen Kephalos angetraut – mit dem sie die Leidenschaft für die Jagd teilte –, ließ sie sich von Pteleon verführen, der ihr ein goldenes Stirnband schenkte; Kephalos ertappte die beiden und ließ Prokris danach acht Jahre lang unberührt. In einer anderen Version führte der Gemahl selbst sie in Gestalt des Fremden in Versuchung und offenbarte seine Identität erst auf dem Liebeslager. Prokris jedenfalls verließ ihn beleidigt und ging nach Kreta zu König Minos.

### Prokris und Minos
Der Herrscher von Kreta konnte damals keiner Frau beiwohnen: Bei der Umarmung entströmten seinem Leib Schlangen, Skorpione und Tausendfüßler. Man sagte, seine Gemahlin Pasiphaë habe ihn mit diesem Zauber belegt, um Liebschaften ihres Mannes zu verhindern. Prokris heilte ihn und erhielt dafür einen unfehlbaren Speer und den schnellen, unsterblichen Hund Lailaps zum Lohn. Diese Gaben hatte einst Zeus der Europa überreicht; so waren sie von den Eltern auf ihren Sohn Minos gekommen.
In einer anderen Geschichte hieß es nur, dass Prokris die einzige war, die mit Minos ungestraft verkehren konnte, weil sie sich zuvor mit der Essenz einer Heilpflanze gegen das Gift der Tiere wappnete.

### Prokris und Kephalos
Die Jägerin kehrte heim nach Thorikos, wo sich die wundersamen Eigenschaften ihres Hundes bald herumsprachen. Amphitryon bat sich das Tier aus, um einen Fuchs zu stellen, der Theben heimsuchte. Der Jagd des unermüdlichen Hundes nach dem uneinholbar schnellen Fuchs machte erst Zeus ein Ende, indem er beide Tiere versteinerte.
Prokris indes war eifersüchtig auf die möglichen Liebschaften ihres Gemahls und stellte ihn nun ihrerseits auf die Probe, indem sie ihn in Gestalt einer schönen Fremden verführte. In anderen Versionen verkleidete sie sich als Mann. Auf diese Weise wurde Kephalos beschämt; sie versöhnte sich hernach jedoch mit ihm und machte ihm Speer und Hund zum Geschenk. Man sagte aber auch, dass er, als sie ihm nachlief, seine Gemahlin mit einem Speer tötete, da er sie – die sich im Gebüsch verbarg – für ein Jagdwild hielt.
Gemäß einer anderen Erzählung verlor Prokris ihn an Eos: Die Göttin der Morgenröte raubte den schönen Mann, wie sie es mit so vielen anderen zuvor getan hatte.